# Defensa Chewbacca

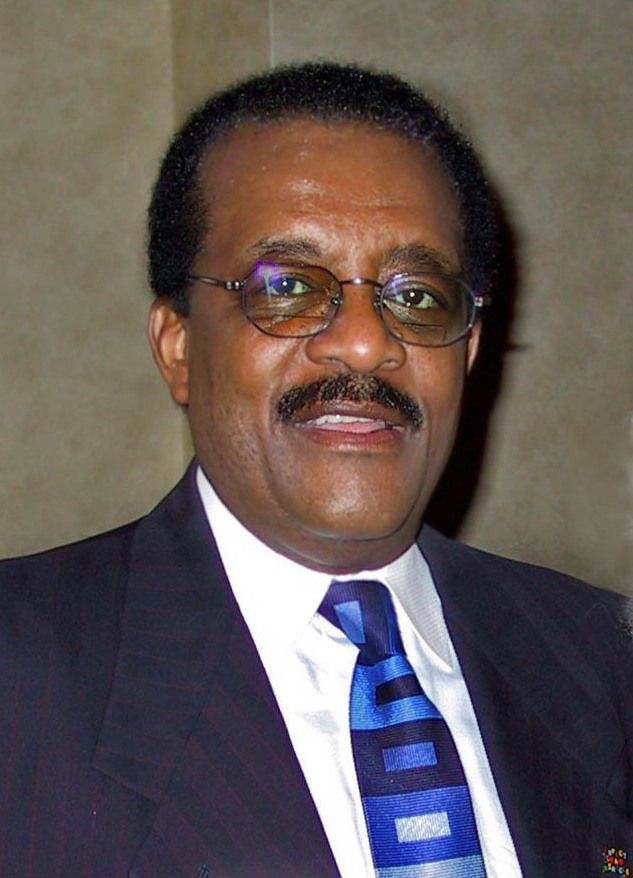
Johnnie Cochran abogado defensor de O. J. Simpson al cual hace referencia el episodio.

Defensa Chewbacca es un término originado en la serie animada de South Park. El episodio satiriza el alegato de clausura de Johnnie Cochran, abogado defensor de O. J. Simpson en el famoso juicio de asesinato de su esposa. La defensa Chewbacca hace referencia a una defensa que consiste solamente en argumentos sin sentido con la intención de confundir al jurado. Se ha aplicado en ocasiones fuera de las referencias a la serie South Park e integrado como argot, especialmente en blogs y foros de discusión de internet.
Se le considera un tipo de falacia, y más precisamente, una falacia ignoratio elenchi (utilización de argumentos válidos para sostener un tema que no tiene nada que ver con el discutido), y una lógica non sequitur similar al argumento ad nauseam.

## Episodio de South Park
La defensa Chewbacca apareció por primera vez en un episodio de South Park. En dicho episodio, se encuentran enfrentados en el juicio el Chef (el cocinero, un antiguo personaje de la serie) y una compañía discográfica. Se discute sobre la autoría de una canción.
El abogado de la acusación (representando a la discográfica) al jurado:

Damas y caballeros del supuesto jurado, al abogado del Chef realmente le gustaría que ustedes creyesen que su cliente escribió "Stinky Britches" hace 10 años. E hicieron un buen trabajo. ¡Cielos, si casi me dio lástima a mí!

Pero damas y caballeros de este supuesto jurado, tengo algo que quiero que consideren: Damas y caballeros esto (apuntando a un dibujo de Chewbacca) es Chewbacca. Chewbacca es un wookiee del planeta Kashyyyk, pero Chewbacca vive en el planeta Endor. Ahora, piensen acerca de esto. ¡ESO NO TIENE SENTIDO! ¿Por qué un wookiee -un wookiee de dos metros y medio de altura - quiere vivir en Endor con un grupo de ewoks de 60 centímetros? ¡Eso no tiene sentido!

Y lo que es más importante, ¿Se han preguntado ustedes qué relación tiene esto con este caso? Nada. Damas y caballeros, ¡No tiene nada que ver con este caso! ¡Esto no tiene sentido! 

Mírenme, defendiendo a una gran compañía discográfica, y estoy hablando de Chewbacca. ¿Eso tiene sentido? Damas y caballeros, yo no tengo ningún sentido. ¡Nada de esto tiene sentido!

Y ahora tienen que recordar, cuando estén en esa habitación del jurado deliberando y conjugando la Proclamación de Emancipación... ¿Tiene eso sentido? ¡No! Damas y caballeros de este supuesto jurado, no tiene sentido.

 Si Chewbacca vivió en Endor, ¡deben elegir la absolución! La defensa descansa.

En el episodio el absuelto debía ser el Chef, no la discográfica como dice el abogado.
Luego la trama del episodio continúa, resultando que el abogado de la discográfica pasa a defender al Chef, que es el lado contrario. La argumentación que finalmente absuelve al cocinero es:

Damas y caballeros de este supuesto jurado, deben ahora decidir si revertir la decisión para mi cliente el Chef. Sé que parece culpable, pero damas y caballeros... (Desenrollando un diagrama de Chewbacca) Este es Chewbacca. Ahora piensen acerca de esto por un momento - eso no tiene sentido. ¿Por qué estoy hablando de Chewbacca cuando la vida de un hombre está siendo investigada? ¿Por qué? Les diré por qué: No lo sé. No tiene sentido. Si Chewbacca no tiene sentido, deben elegir la absolución. (Sacando un mono de su bolsillo) ¡Aquí! ¡Miren al mono! ¡Miren al estúpido mono! (A continuación la cabeza de un miembro del jurado explota)